# 2,2,3-trimetilhexano
El 2,2,3-trimetilhexano es un alcano de cadena ramificada con fórmula molecular C9H20.